# Muslimská duchovní správa (Rusko)
Muslimská duchovní správa (DUM – Duchovnoje upravlenije musulman) byla ustavena nařízením („ukazem“) Kateřiny II. z 22. září 1788 a zřízena 4. prosince 1789 v Ufě.
V letech 1789-1917 byla nazývána Orenburským Mohamedánským duchovním sdružením (Sobranijem), v letech 1917-48 CDUM (Centrální duchovní správa muslimů) vnitřního Ruska a Sibiře, v letech 1948-92 DUMES, od roku 1992 DUM Evropské části SNG (Společenství nezávislých států), Sibiře a Pobaltských zemí. Od svého vzniku byla podřízena místní správě.
Předsedal jí muftí, kterého jmenoval imperátor podle návrhu Ministerstva vnitra a místní správy, ale 3 další zasedající členové byli do roku 1889 voleni muslimským duchovenstvem Kazaňské gubernie, a jmenováni Ministerstvem vnitra poté, co byl carovi předložen návrh na jmenování muftího.
DUM se zabývala výběrem kandidátů na funkce duchovních, dohledem nad činností muslimského duchovenstva, stavbou i opravami mešit, uzavíráním a rozvody manželství, a také vlastnickými spory.